# Pterolophia subfusca
Pterolophia subfusca là một loài bọ cánh cứng trong họ Cerambycidae.